# 星斎
星斎（せいさい、生没年不詳）とは、江戸時代の浮世絵師。

## 来歴
師系・経歴不明。星斎または星斎音と称し、弘化4年（1847年）に大坂で興行された芝居の役者絵を残している。

## 作品
- 「渡守頓兵衛（五代目市川海老蔵）」　中判錦絵　※弘化4年正月、大坂角の芝居『神霊矢口渡』より
- 「古今武勇　吉岡鬼一法眼（五代目市川海老蔵）」　大判錦絵　池田文庫所蔵　※弘化4年9月、大坂中の芝居『鬼一法眼三略巻』より
- 「かりがね紋五人男　雁の文七（四代目三枡大五郎）」　中判錦絵　池田文庫所蔵　※弘化4年9月、中の芝居『男作五雁金』より